# Société météorologique allemande
La Société météorologique allemande (Deutsche Meteorologische Gesellschaft ou DMG) a pour objectif de promouvoir la science de la météorologie et de diffuser le savoir météorologique. La DMG représente également les intérêts de l'océanographie physique.

## Histoire
La Société météorologique allemande a été fondée le 18 novembre 1883 à partir du Seewarte allemand à Hambourg. Après 1945, quatre sociétés météorologiques régionales ont été formées dans les zones d'occupation occidentales de l'Allemagne. Celles sous le contrôle de la RFA ont fusionné sous le nom de l'Association des Sociétés météorologiques allemandes à partir de 1964. En 1991, après la réunification allemande, la Société météorologique de la RDA s'y est ajoutée pour redevenir la DMG,.

## Description
La DMG offre un forum d'information scientifique et de discussion. Il n'est pas seulement ouvert aux météorologues, mais à tous ceux qui veulent soutenir les objectifs du DMG. La promotion des jeunes scientifiques est un objectif important. La société est divisée au niveau régional en six sections qui proposent des formations complémentaires et des excursions dans toutes les régions d'Allemagne. Elle a aussi des commissions spécialisées pour la biométéorologie, les apports de la météorologie à la production d'énergie, l'histoire de la météorologie, l'hydrométéorologie, la météorologie et l'environnement et la section jeunes de la DMG.

### Activités
Tous les trois ans, la société organise les conférences météorologiques DACH en collaboration avec la Société suisse de météorologie (SGM) et la Société autrichienne de météorologie (ÖGM). La DMG soutient également d'autres conférences nationales et internationales. Elle est membre de la Société européenne de météorologie (EMS) depuis 1999.
En collaboration avec le SGM et l'ÖGM, le DMG publie le Meteorologische Zeitschrift. Elle publie également annuellement le Calendrier météorologique qui comporte des photos et informations détaillées en allemand et en anglais sur la météo.
La DMG promeut la qualité des services météorologiques en décernant un certificat de « Météorologue certifié » pour consultant en météorologie et en proposant un processus de reconnaissance des normes de qualité pour cette profession.

### Prix
La DMG décerne le prix promotionnel DMG, la médaille Alfred Wegener, la médaille Albert Defant, la plaque Reinhard Süring et le prix Paulus pour des réalisations scientifiques particulières. Elle est également impliquée dans l'attribution du Prix Georgi de la Fondation GeoUnion Alfred Wegener.